# Pygeretmus platyurus
Pygeretmus platyurus — вид гризунів родини Dipodidae. Ендемік Західного, Центрального і Східного Казахстану, а також Північно-Західного Туркменістану. Мешкають у глинистих напівпустелях і пустелях, переважно з солянкою та полином. У північній частині ареалу зустрічається в піщаних степах. Нори прості, зазвичай це лише один тунель з кількома осередками. Поруч з виходом є розширення центрального проходу, де тушканчик може розвернутися в разі небезпеки. Живиться здебільшого зеленими частинами солянки, рідше насінням і підземними частинами рослин. Розмножується 1 раз на рік, виводок із 4–6 дитинчат.